# Kostel Nanebevzetí Panny Marie (Obděnice)
Kostel Nanebevzetí Panny Marie je románský emporový kostel ve vsi Obděnice v okrese Příbram. Je filiálním kostelem římskokatolické farnosti Petrovice u Sedlčan. Je chráněn jako nemovitá kulturní památka.

## Historie a popis
Tento ze širokého okolí viditelný kostel se vypíná na malém návrší na západním okraji vsi. Je obklopen hřbitovem, na nějž se vchází klenutou bránou.
Kostel pochází z 12. století a je románského původu. V tomto slohu se dosud zachovalo zdivo lodi a věže a kruchta. Ve 14.–15. století byl kostel přestavěn a románskou okrouhlou apsidu nahradil gotický presbytář. Roku 1603 dal kostel důkladně opravit majitel panství Jakub Krčín z Jelčan, na což upomíná malovaný Krčínův erb na klenbě presbytáře. Současná podoba kostela je z let 1891–1893.
Hlavní oltář je renesanční, s řezaným reliéfem Nanebevzetí Panny Marie a postranními sochami světců Václava a Anežky. Kolem něho stojí sochy apoštolů z původního oltáře. Vedlejší oltář je barokní se znázorněním Nejsvětější Trojice. Loď je od presbytáře oddělena 6,68 m vysokým vítězným obloukem. Pod omítkou byly nalezeny nástěnné malby z Krčínovy doby, představující postavy apoštolů a rytíře (zřejmě Krčína samotného) v životní velikosti; hrany kleneb a okraje oken byly zdobeny rostlinnými ornamenty. Po znaleckém průzkumu byly však malby opět zabíleny. U vchodu je ve zdi velmi stará žulová kropenka s vypuklými ozdobami.
Věž bývala původně nižší, s dřevěným patrem a šindelovou střechou, současná výška věže je výsledkem posledních úprav z konce 19. století. Z původních zvonů byly dva zrekvírovány během první světové války, zůstal nejstarší a největší s vročením L. P. 1494.
Před vchodem do kostela stojí dřevěný kříž s nápisem MISIE 2004.

## Zajímavost
Ve zdi vedle kazatelny se nachází 140 cm vysoký a 93 cm široký mramorový náhrobek, který sem dal krátce před svou smrtí zasadit Krčín pro svůj hrob. Na náhrobku je vytesán Krčínův znak a latinský epitaf s vynechaným místem pro datum úmrtí. To již doplněno nebylo a hrobka zůstala prázdná. Není tak jasné, kde je slavný rybníkář pohřben. Podle lidových pověstí Krčínovo tělo po smrti odnesl ďábel, s nímž byl Krčín během života spolčen.